# Jerzy Hryniewski

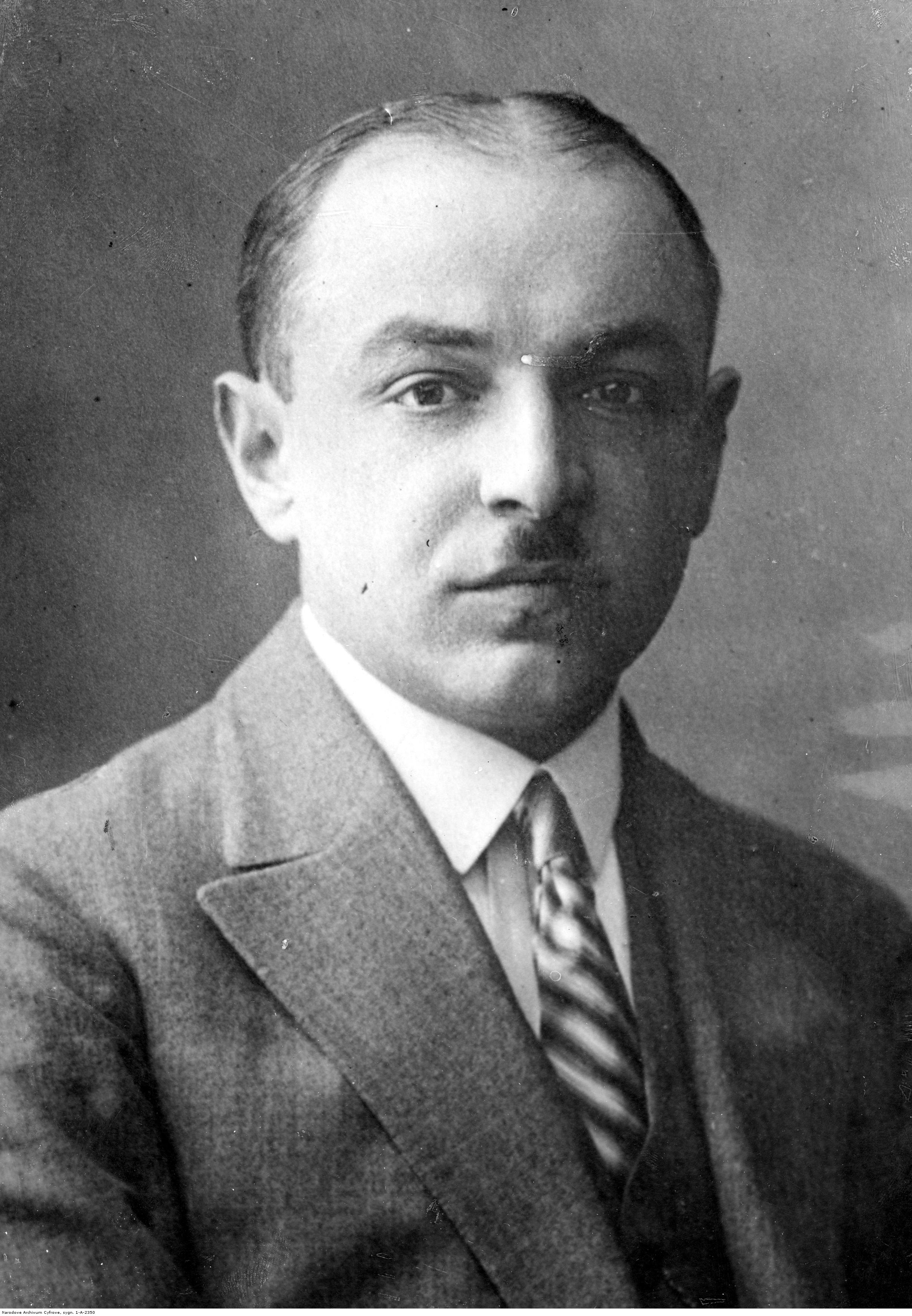
Mikołaj Dolanowski nac

Jerzy Hryniewski (29 dicembre 1895 – 15 marzo 1978) è stato un politico polacco, primo ministro del governo in esilio della Polonia dal 18 gennaio al 13 marzo 1954.

## Biografia
Il suo vero nome era Mikołaj Dolanowski ma iniziò a farsi chiamare Jerzy Hryniewski durante il periodo nel quale fu membro dell'organizzazione segreta Polska Organizacja Wojskowa (POW). Dal 1928 al 1932 fu membro del Sejm (la Camera bassa del Parlamento polacco) e dal 1932 al 1934 vice-ministro degli Interni. Dopo la fine della seconda guerra mondiale entrò nel governo in esilio della Polonia e venne nominato primo ministro dal presidente August Zaleski.